# Liste lateinischer Phrasen/V

## Vade

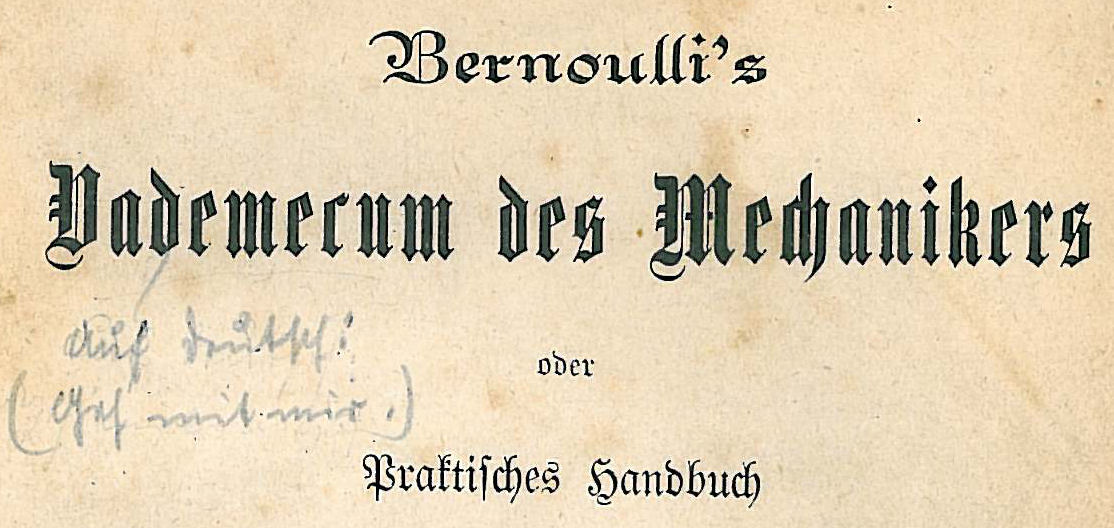
Vademecum von 1874 mit der Erklärung („Auf Deutsch: Geh’ mit mir!“)

Vade ad formicam, o piger, et considera vias eius et disce sapientiam!
„Geh zur Ameise, du Faulpelz, und betrachte ihre Wege und lerne Weisheit!“ – Zitat aus dem alttestamentlichen Buch der Sprichwörter, 6.
Vade mecum.
„Geh’ mit mir!“ – Vademecum ist eine Bezeichnung für ein Lehrbuch, Ratgeber oder Leitfaden.
Vade retro!
„Geh zurück!“, „Fort!“
Vade retro, Satana!
„Weiche, Satan!“ oder „Zurück, Luzifer!“ – Eine imprekative Formel des römisch-katholischen Exorzismus
Biblische Vorbilder sind die Versuchungsgeschichte Jesu im Evangelium nach Matthäus (4,10) mit dem Befehl Jesu „Vade, Satana!“ („Fort, Satan!“), worauf der Teufel von ihm abließ, und die Rüge Jesu gegenüber Petrus im Evangelium nach Markus (8,33): „Vade retro me, Satana.“ („Geh weg von mir, Satan!“)

## Vae
Vae soli.
„Wehe dem Einzelnen!“ –  Zitat aus dem alttestamentlichen Buch Ecclesiastes (4.9f), wo es über die „Sinnlosigkeit des Lebens durch Unterdrückung, Eifersucht und Einsamkeit“ heißt: „Zwei sind besser daran als einer, weil sie eine gute Belohnung für ihre Mühe haben; denn wenn sie fallen, so richtet der eine seinen Genossen auf. Wehe aber dem einzelnen, welcher fällt, ohne dass ein zweiter da ist, um ihn aufzurichten!“
Vae victis!
„Wehe den Besiegten!“ – Diese Drohung sprach der keltische Fürst Brennus aus, der 390 v. Chr. Rom eroberte, laut Livius, Ab urbe condita, 5,48,8f, als er zusätzlich zu den vereinbarten tausend Pfund Gold auch noch sein Schwert auf die Waage mit den Gegengewichten legte.

## Vanitas
Vanitas vanitatum, omnia vanitas
„Eitelkeit der Eitelkeiten, alles ist Eitelkeit“ – Zitat aus dem alttestamentlichen Buch Kohelet, 1:2.

## Vapula
Vapula Papyria
„Papyrische Prügel“ – So nennt Erasmus von Rotterdam eine vergebliche Züchtigung. Der Ausdruck geht zurück auf eine von Aulus Gellius über Lucius Papirius Praetextatus berichtete Anekdote.

## Vare
Vare, redde legiones meas!
„Varus, gib mir meine Legionen zurück!“ – Siehe Quinctili Vare, redde legiones!

## Varia
Varia lectio
„Unterschiedliche Lesart“

## Variatio
Variatio delectat.
„Abwechslung erfreut.“ – Die „Rhetorica ad Herennium“ empfiehlt dem Redner, eine immer gleiche Lautstärke zu vermeiden: „Auditorem quidem varietas maxime delectat.“ („Dem Zuhörer jedenfalls macht Abwechslung größtes Vergnügen.“)

## Varium
Varium et mutabile semper femina.
„Etwas Unbeständiges und immer Veränderliches ist die Frau.“ – Vergil, Äneis 4,569f.

## Vasa
Vasa vacua maxime sonant.
„Leere Gefäße tönen am lautesten.“

## Vaticinium
Vaticinium ex eventu
„Prophezeiung aus dem Ereignis“ – Scheinbar in Erfüllung gegangene Prophezeiung, die in Wahrheit aber erst nach dem darin „prophezeiten“ Ereignis ausgesprochen oder konstruiert wurde.

## Veni

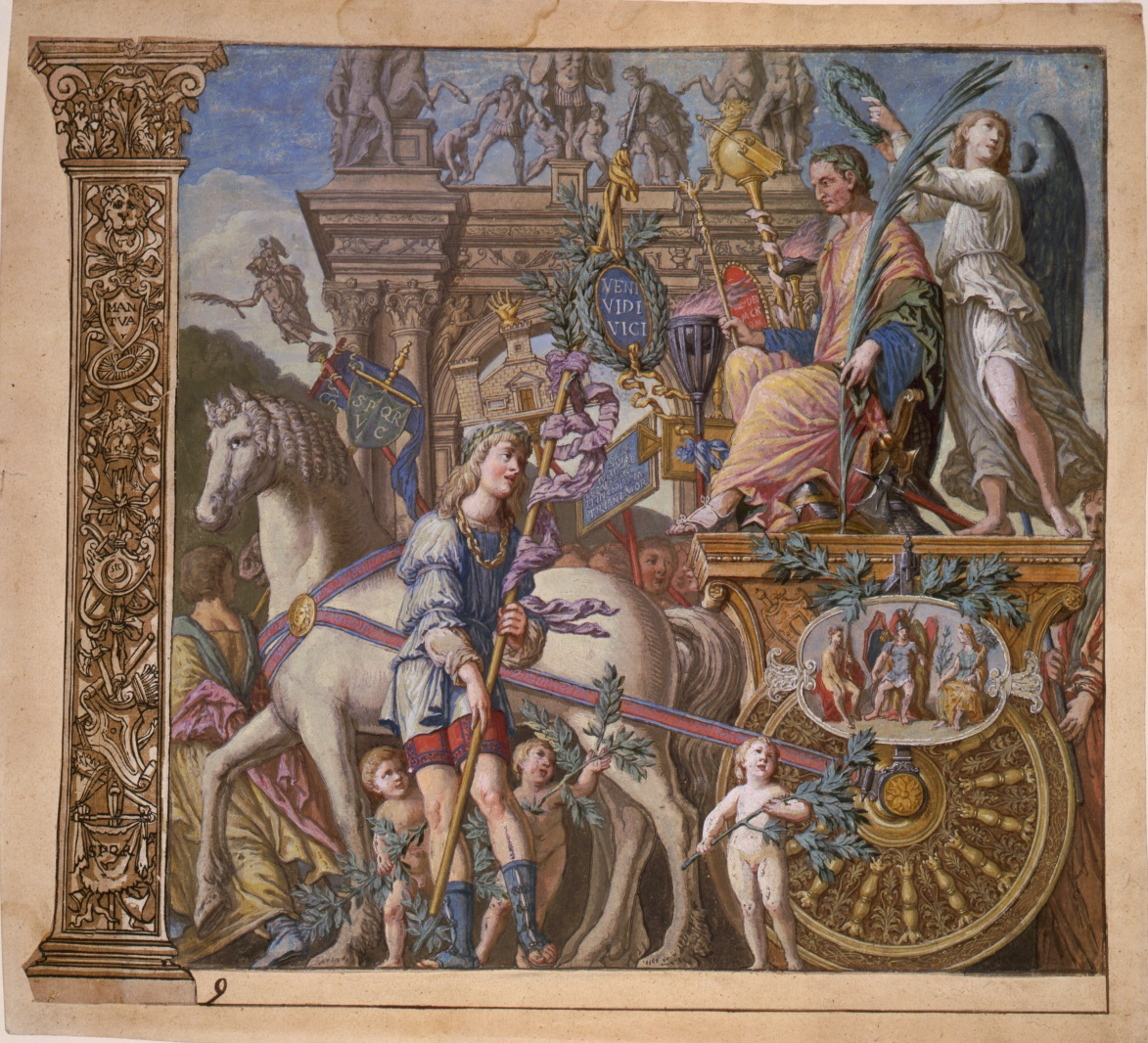
Triumphzug Cäsars, auf der Standarte: „VENI VIDI VICI“

Veni, creator spiritus.
„Komm, Schöpfer Geist!“ – Pfingsthymnus, mit dem die gläubige Gemeinde den heiligen Geist um Beistand bittet.
Veni, vidi, vici.
„Ich kam, ich sah, ich siegte.“ – Text einer Nachricht, die Julius Caesar an den Römischen Senat schickte, um seinen Blitzsieg über König Pharnakes von Pontus in der Schlacht bei Zela, 47 v. Chr., zu melden. Dieser konzise Ausspruch ist in den Caesar-Biografien Suetons (Divus Iulius 37) und Plutarchs (Caesar 50, 2) auf Griechisch überliefert: Ἦλθον, εἶδον, ἐνίκησα.

## Venia
Venia legendi
„Erlaubnis zu lesen“ – Gemeint ist damit das in der Regel an eine Professur oder Privatdozentur geknüpfte Recht, an Hochschulen Vorlesungen zu halten.
Venia sit dicto.
„Nachsicht sei dem Wort!“ – „Mit Verlaub“. Plinius der Jüngere, Epistulae 5,6,46.

## Veniam
Veniam petimusque damusque vicissim.
„Nachsicht erbitten und schenken wir einander.“ – Horaz

## Venire
Venire contra factum proprium
„Zuwiderhandlung gegen das eigene frühere Verhalten“ – Bezeichnet im deutschen Schuldrecht einen bestimmten Fall des Verstoßes gegen den Grundsatz von Treu und Glauben.

## Venite
Venite, adoremus.
„Kommt, lasset uns anbeten!“ – Teil des Invitatoriums zum täglichen Stundengebet (aus Psalm 95), sowie Refrain des Weihnachtsliedes Adeste fideles („Nun freut euch, ihr Christen“ bzw. „Herbei, oh ihr Gläubigen“):
„Venite adoremus, venite adoremus, Venite adoremus Dominum! (O lasset uns anbeten, o lasset uns anbeten, o lasset uns anbeten den Herrn.“)
Diese Gebetsaufforderung parodiert im Roman Gargantua und Pantagruel von Rabelais (1,41) ein Mönch in fehlerhaftem Latein: „Venite apotemus!“ („Kommt, lasset uns trinken!“)

## Ver
Ver, autumnus, hiems, aestas dominantur in anno.
„Frühling, Herbst, Winter, Sommer herrschen im Jahr.“ – Hexameter aus dem „Regimen sanitatis Salernitanum“ („medizinisches Lehrgedicht der Hohen Schule zu Salerno“) aus dem 13. Jahrhundert.
Ver sacrum
„Heiliger Frühling“ – Nach Hungerwintern gelobten die Römer die im darauffolgenden Frühjahr Geborenen den Göttern zu opfern. Die Tiere wurden getötet, die jungen Männer mussten beim Erreichen des Erwachsenenalters auswandern.

## Vera
Vera causa
„Der wahre Grund (von)“
Vera redit facies, assimulata perit.
„Das wahre Gesicht zeigt sich wieder, das vorgespielte verschwindet.“ – Petronius, Satyricon 80,9,8.
Dieser Pentameter ist das Ende eines kurzen Gedichts über die Falschheit von Freunden, die man nur hat, solange das Glück anhält („cum fortuna manet“); im Unglück zeigen sie ihren wahren Charakter, so wie die Schauspieler am Ende des Stücks ihre Masken ablegen.

## Verba
Verba docent, exempla trahunt.
„Worte lehren, Beispiele ziehen“ – Deutsche Variante: „Ein Beispiel ersetzt tausend Worte.“
Verba ita sunt intelligenda, ut res magis valeat quam pereat.
„Die Worte sind so zu verstehen, dass ihr Sinn deutlicher wird und nicht verdunkelt wird.“ – Juristenlatein.
Verba valent sicut numi.
„Wörter haben ihre Geltung wie Münzen.“
Verba volant, scripta manent.
„Gesprochenes vergeht, Geschriebenes bleibt.“

## Verbatim
Verbatim et literatim
Verbatim et litteratim
„Wörtlich und buchstäblich“ – „Wort für Wort und Buchstabe für Buchstabe.“
Die Schreibweise mit Doppel-T ist die ältere (vergleiche litterae).

## Verbi

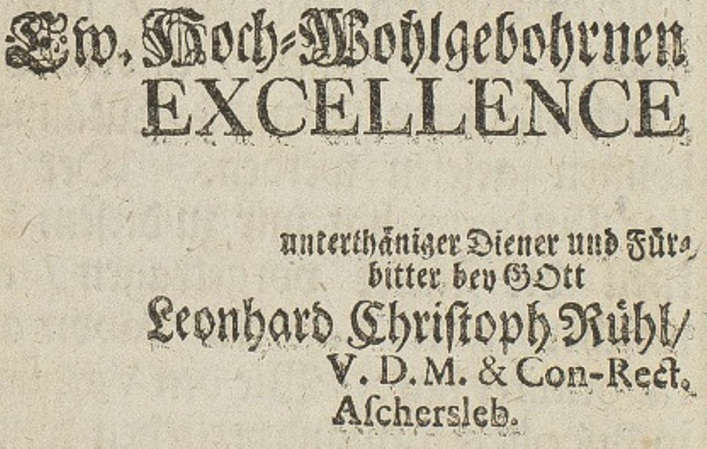
Selbstbezeichnung des lutherischen Predigers und Konrektors in Aschersleben Leonhard Christoph Rühl als V[erbi] D[ivini] M[inister] (1726)

Verbi divini minister
„Diener am Wort Gottes“ – alte Bezeichnung für protestantische Prediger; offizielle Bezeichnung eines ordinierten Theologen der evangelisch-reformierten Landeskirchen der Schweiz, früher in allen reformatorischen Kirchen gebräuchlich

## Verbis
Verbis castigare
„Mit Worten züchtigen“ – Zitat aus den Schriften des römischen Redners Cicero
Verbis parvam rem magnam facere
„Mit Worten eine kleine Sache zu einer großen machen“ – Nach Cicero, Rede für Caelius 36.
Livius schrieb in Ab urbe condita 41,24,17: Quid rem parvam et apertam magnam et suspectam facimus? – „Warum machen wir aus einer geringfügigen und offenkundigen Angelegenheit eine große und zweideutige?“
Derartige Formulierungen sind nicht selten, sie beziehen sich auf die von den Sophisten versprochene Leistung der Rhetorik, die schwächere Position zur stärkeren zu machen.

## Verbum
Verbum Domini manet in aeternum.
„Das Wort des Herrn bleibt in Ewigkeit.“ – Jes 40,8 ; 1 Petr 1,25 .
Das Bibelwort wurde, vor allem durch Friedrich den Weisen, siehe Schautaler Friedrichs des Weisen (1522), und den Schmalkaldischen Bund zu einer Devise der Reformation.
Variante: „Verbum Dei manet in aeternum.“ – „Das Wort Gottes bleibt in Ewigkeit.“
Verbum hoc ‚si quis‘ tam masculos quam feminas complectitur.
„Der Ausdruck ‚wenn jemand‘ umfasst ebenso männliche wie weibliche Personen.“ – Mit diesem in den Digesten (Dig. 50.16.1) enthaltenen Satz gab Ulpian (in seinem Werk Ad edictum) einen Rat zur Auslegung römischer Gesetzestexte. Der 16. Abschnitt des 50. Buches der Digesten ist überschrieben mit De verborum significatione. („Von der Bedeutung der Wörter.“) Ulpian antwortete mit dem Satz auf ein Rechtsverständnis, das Frauen nicht automatisch einschloss. Im Deutschen wird Ulpians Satz heute in bildungssprachlichen Zusammenhängen zitiert, um zu betonen, dass in einem Text bei grammatisch maskulinen Formulierungen Männer und Frauen gleichermaßen gemeint seien.
Siehe auch Hominis appellatione tam feminam quam masculum contineri non dubitatur.
Verbum sat sapienti.
„Dem Weisen genügt ein Wort.“ – Zitat aus den Schriften des römischen Dichters Terenz

## Veritas
Veritas Dei vincit
„Die Gottes-Wahrheit siegt“ – siehe Veritas vincit
Veritas odium parit.
„Wahrheit erzeugt Hass.“ – Sprichwort.
Veritas temporis filia
„Wahrheit, die Tochter der Zeit“ – Wahlspruch von Maria I., von 1553 bis 1558 Königin von England, Irland und Frankreich.
Dieses Zitat geht auf den römischen Schriftsteller Aulus Gellius zurück: „Alius quidam veterum poetarum, cuius nomen mihi nunc memoriae non est, Veritatem Temporis filiam esse dixit.“ (Ein anderer alter Dichter, dessen Name mir gerade nicht einfällt, sagte, die Wahrheit sei eine Tochter der Zeit.) Noctes Atticae 12,11,7). Im lateinischen Text wird es in der Bedeutung von „Am Ende kommt die Wahrheit ans Licht“ gebraucht, heute jedoch oft im Sinn einer Relativierung aller Wahrheiten im Lauf der Geschichte verstanden.
Veritas vincit
„Die Wahrheit siegt“ – Wahlspruch Tschechiens (tschechisch Pravda vítězí)
Der Spruch geht zurück auf 3. Esdras, ein biblisches Apokryph (3 Esdras 3,12). Zitiert von Jan Hus im Brief an Johann von Rabstein aus dem Jahre 1413, in dem er schreibt: „Super omnia vincit veritas“ („Über alles siegt die Wahrheit“).

## Versus
Versus (vs.)
„Gegen“ – „Im Vergleich zu“; die Abkürzung wird im Englischen bei Sportveranstaltungen und Gerichtsverfahren verwendet sowie in akademischen Abhandlungen zur Gegenüberstellung einander widersprechender Thesen.

## Verum
Verum index sui et falsi
„Wahrheit als Prüfstein gegen sich selbst und gegen die Unwahrheit“ – Zitat aus den Schriften des Philosophen Baruch Spinoza
Verum gaudium res severa est.
„Die wahre Freude ist eine ernsthafte Sache.“ – Seneca, Epistulae morales 23,4.

## Vestigia

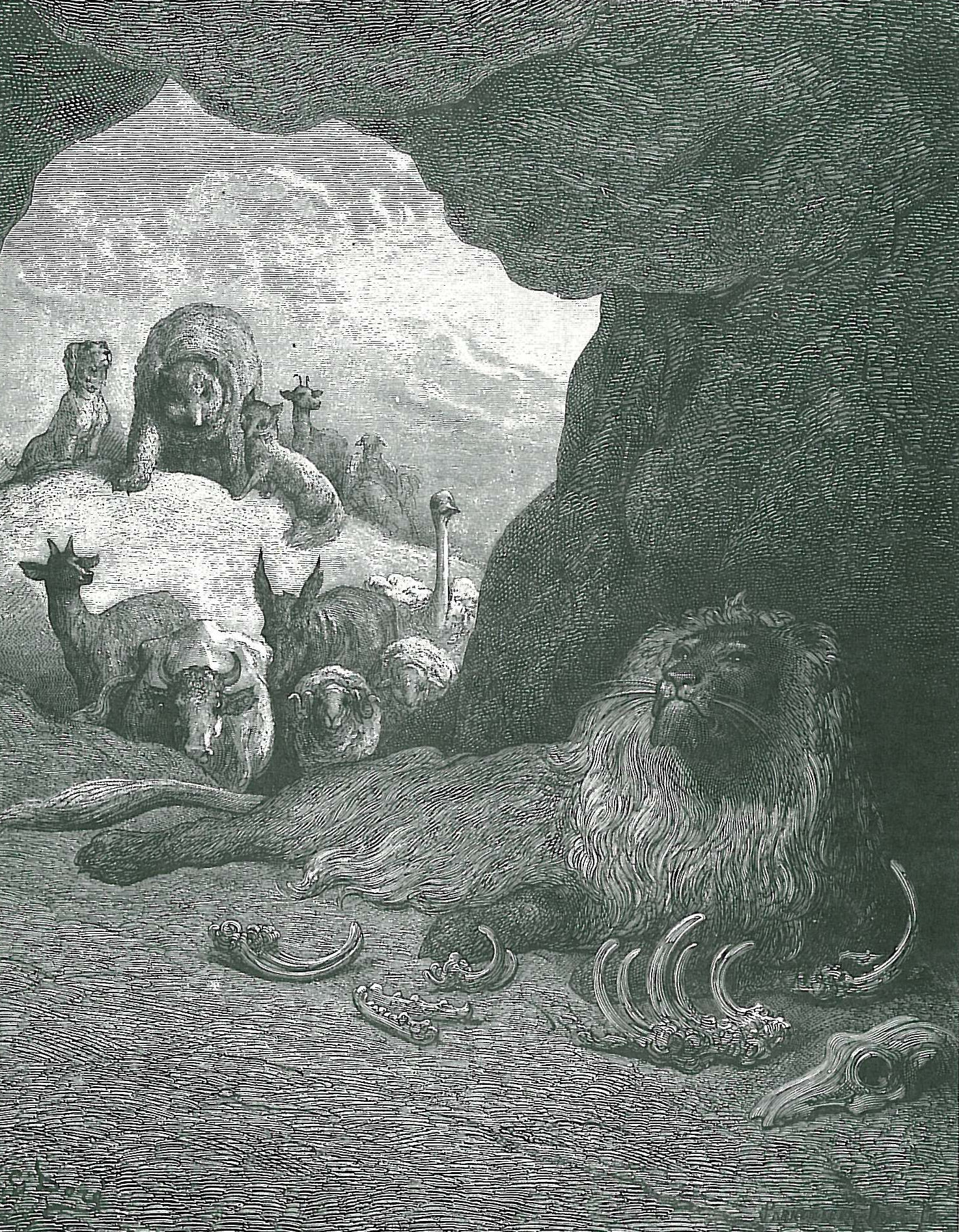
Vestigia terrent: Der kranke Löwe

Vestigia premo maiorum.
„Ich drücke die Spuren der Vorfahren.“ – Ich trete in die Fußstapfen der Vorfahren.
Vestigia terrent.
„Die Spuren schrecken (mich) ab.“ – Horaz (Epistulae 1,1,74) nach einer Fabel Äsops, in der sich der Fuchs weigert, sich in die Höhle des kranken Löwen zu wagen, da er Spuren anderer Tiere sieht, die hineingehen, aber keine Spur, die herausführt.

## Vestigium
Vestigium Dei
„Spur Gottes“ – Begriff aus der Theologie, der die sinnliche Welt als die von Gott geschaffene Welt bezeichnet. Der Mensch hingegen ist das Abbild Gottes (Imago Dei).

## Vi
Vi veri universum vivus vici.
„Durch die Kraft des Wahren habe ich als Lebender das Universum besiegt.“

## Via
Via
„Weg, Straße“ (Substantiv), „über“ (Präposition) – Im Deutschen im ersten Sinne nur in Eigennamen zu finden, sonst nur im letzteren Sinne zur Bezeichnung einer Zwischenstation gebraucht, beispielsweise: „Von A-Dorf nach E-Stadt via G-Heim“ oder „Die Information aus dem Werk von Anton ist mir via Bertas Text zur Kenntnis gelangt.“
Via hostibus, qua fugiant, munienda.
„Man muss den Feinden einen Fluchtweg bereitstellen.“ – Diesen Rat gibt Vegetius (Epitome rei militaris 3,21,3), damit man die Feinde nicht zwingt, mit Todesmut um ihr Leben zu kämpfen, wenn sie sich in einer ausweglosen Situation sehen. Er zitiert dies als Ausspruch eines der römischen Feldherrn namens Scipio.
Via media
„Mittelweg“ – Die Vorstellung, dass dieser zu wählen ist, geht zurück auf die ethische Maxime der Antike, dass das Extreme schädlich, das ausgeglichene Mittlere dagegen richtig und bekömmlich ist. Vergleiche Virtus est medium vitiorum et utrimque reductum!
So galt auch die Church of England als „via media“ zwischen den Fehlern der Kirche von Rom und den Extremen des Protestantismus.
Via trita est tutissima.
„Der ausgetretene Weg ist am sichersten.“

## Vias
Vias tuas doce me domine.
„Herr, lehre mich deine Wege!“

## Viator
Viator, vale.
„Wanderer, lebe wohl!“

## Vicarius
Vicarius Iesu Christi
„Stellvertreter Jesu Christi“ – Ein Titel des Papstes.

## Vice
Vice versa (v. v.)
„Mit vertauschten Plätzen“ – „In umgekehrter Ordnung“, „umgekehrt“, „spiegelbildlich“, „wechselseitig“.

## Victi

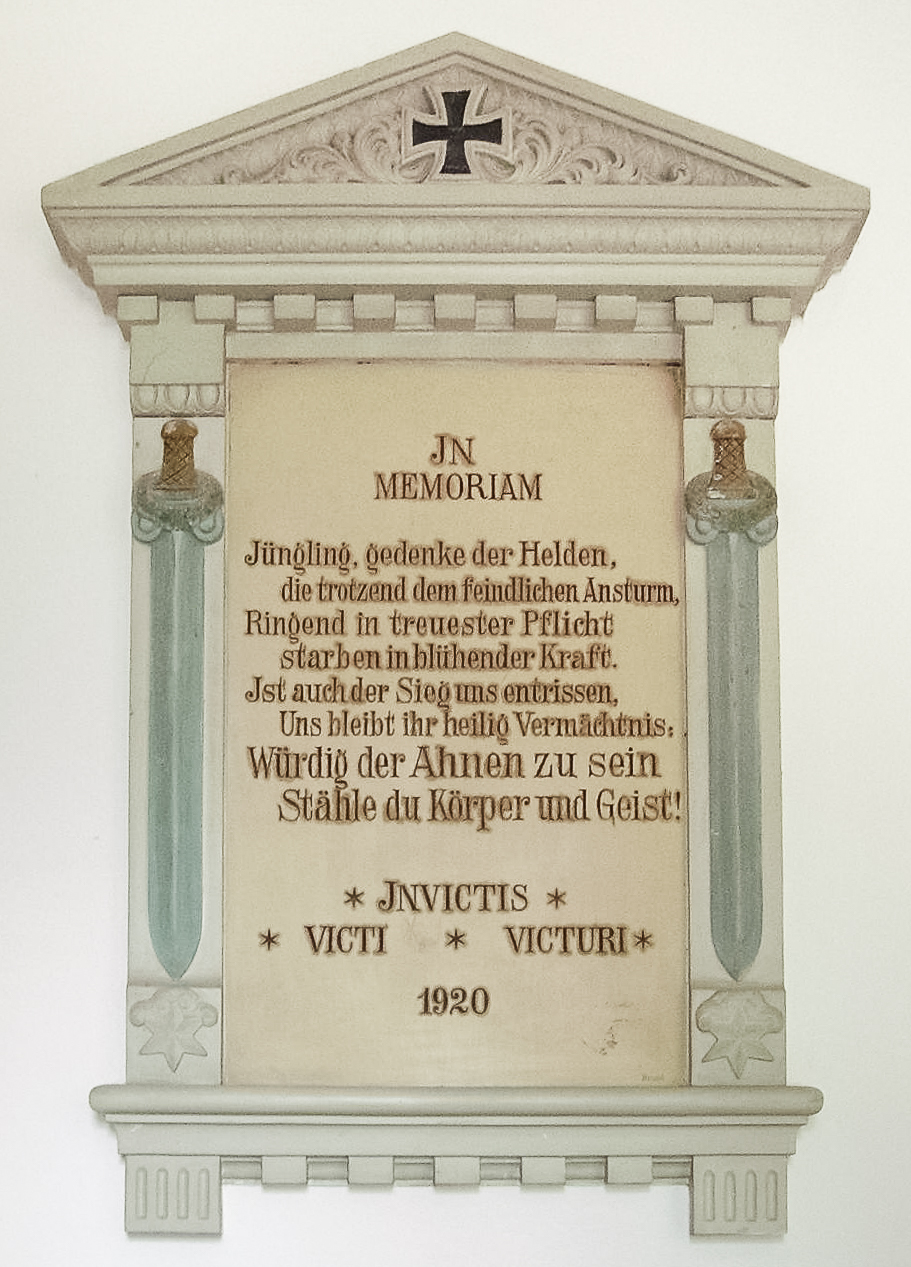
Invictis victi victuri

Victi vicimus.
„Besiegt siegen wir.“ – Zitat aus den Werken des römischen Dichters Plautus. Davon ausgehend die Inschrift am Kriegerdenkmal für die Gefallenen des Ersten Weltkriegs des Bamberger Franz-Ludwig-Gymnasiums: „Invictis victi victuri.“ („Den Unbesiegten: Die Besiegten werden siegen.“)

## Victoria

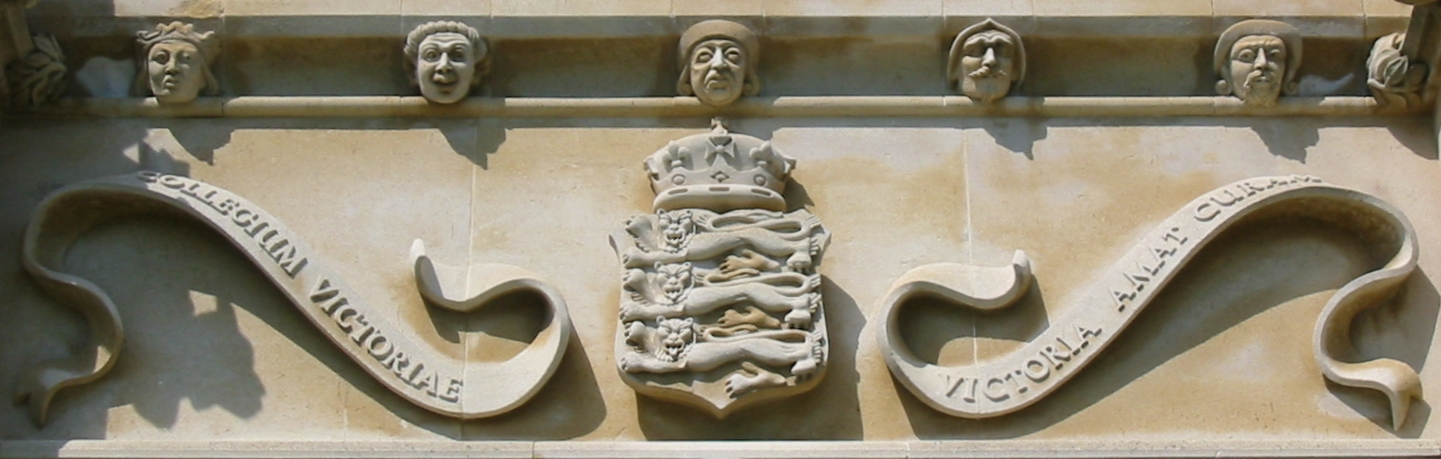
Motto des Victoria College in Jersey: „Victoria amat curam.“

Victoria amat curam.
„Victoria liebt den Fleiß“ oder „Die Siegesgöttin liebt den Fleiß (und belohnt ihn)“. – Motto des Victoria College in Jersey, dessen Gründung auf den Besuch der Königin Victoria in Jersey im Jahr 1846 zurückgeht und dessen Grundsteinlegung am 24. Mai 1850, dem Geburtstag der Königin, vorgenommen wurde.
Subjekt dieses Satzes kann ebenso die Siegesgöttin sein wie Königin Victoria oder das College selbst. Das Motto ist einem Gedicht von Catull entnommen: „amat victoria curam“ (deutsch: „Der Sieg liebt die Vorbereitung.“).

## Victrix
Victrix causa diis placuit, sed victa Catoni.
„Die siegreiche Sache gefiel den Göttern, aber die besiegte dem Cato.“ – Zitat aus den Werken des Dichters Lukan (Pharsalia, 1,128).
Der Jüngere Cato, Marcus Porcius Cato, war der Urenkel Catos des Älteren und entschiedener Gegner der Populares wie Julius Caesar. Er war Gegner des Pompeius, und seine Pflichtauffassung wurde als übermäßig korrekt angesehen. Als Caesar den Rubikon überschritt, stellte sich Cato aus Sorge um die Republik auf die Seite des Pompeius.

## Vide
Vide cui fidas
„Schau, wem du vertraust!“
Vide infra (v. i.)
„Siehe unten.“ – in Texten
Vide supra (v. s.)
„Siehe oben.“ – in Texten

## Videant
Videant consules.
„Die Konsuln mögen darauf sehen.“ – Gemeint ist, Vorsorge treffen. Anfang der Formel des Senatus consultum ultimum, mit der formellen Ermächtigung des römischen Senats für die beiden Konsuln, in einer Notlage Maßnahmen zur Rettung des Staates zu treffen: „Videant consules, ne quid detrimenti capiat res publica.“ („Die Konsuln mögen zusehen, dass der Staat keinen Schaden erleide.“) Damit bekamen die Konsuln diktatorische Vollmacht. Zitiert nach Cicero.

## Video
Video et taceo
„Ich sehe und schweige“ – Wahlspruch von Elisabeth I., von 1558 bis 1603 Königin von England, Irland und Frankreich
Video meliora proboque, deteriora sequor
„Ich sehe das Bessere und heiße es gut, dem Schlechteren folge ich.“ – Zitat aus den Metamorphosen (7, 20 f.) des Dichters Ovid, der hier das Problem der Willensschwäche beschreibt.

## Videre
Videre licet (videlicet, viz.)
„Man kann sehen“ – Gebraucht um Erläuterungen, Beispiele oder Belege anzuführen; „nämlich“.
Videre nostra mala non possumus, alii simul delinquunt, censores sumus.
„Unsere Fehler können wir nicht sehen, aber gleichzeitig sind wir, wenn andere Fehler machen, Richter.“ – Zitat aus den Werken des Dichters Phaedrus

## Vides
Vides horam et nescis horam.
„Du siehst die Stunde und kennst die (letzte) Stunde nicht.“ – Spruch auf Sonnenuhren.

## Vidit
Viditque Deus cuncta quae fecit et erant valde bona.
„Und Gott sah alles, was er geschaffen hatte; und es war sehr gut.“ – Zitat aus der Schöpfungsgeschichte im 1. Buch Mose.

## Vigilia
Vigilia pretium libertatis.
„Wachsamkeit ist der Preis der Freiheit.“ – Motto der Supreme Headquarters Allied Powers Europe (SHAPE).

## Vim
Vim vi repellere licet.
„Gewalt darf mit Gewalt abgewehrt werden.“ – Lateinischer Rechtsgrundsatz aus Digesten 43, 16,1.
Es handelt sich dabei um die römische Formulierung des Notwehrrechts.

## Vincere
Vincere, aut mori
„Siegen oder sterben“

Vincere aut mori – Wappen der Familie Montalais

Vincere scis, Hannibal, victoria uti nescis.
„Du weißt zu siegen, den Sieg zu nützen weißt du nicht.“ – Hannibal unternahm trotz seiner militärischen Erfolge keinen Marsch gegen die Stadt Rom. In der Geschichtsschreibung wurde ihm dies als strategischer Fehler angelastet. So wurde dem karthagischen Reitergeneral Maharbal in den Mund gelegt: „Du verstehst zu siegen, Hannibal. Den Sieg zu nutzen aber verstehst Du nicht!“ Hannibals Zielsetzung war allerdings nicht die Eroberung Roms, sondern die Vernichtung seines Bundesgenossensystems. Für eine erfolgreiche Belagerung fehlten ihm aber auch die Ressourcen. Siehe auch: Hannibal ante portas.

## Vinum
Vinum bonum deorum donum.
„Ein guter Wein ist ein Geschenk der Götter.“
Vinum bonum laetificat cor hominum.
„Ein guter Wein erfreut der Menschen Herz.“
Vinum et musica laetificant cor.
„Wein und Musik erfreuen das Herz.“ – Aus Jesus Sirach 40.20.
Vinum Lac Senum.
„Der Wein ist die Milch der Greise.“
Vinum Vita est.
„Wein ist Leben.“

## Viribus

Wappen Kaiser Franz Josephs mit dem Wappenspruch Viribus Unitis

Viribus unitis
„Mit vereinten Kräften“ – Wahlspruch Kaiser Franz Josephs I. (unter anderem erschien 1898 „Das Buch vom Kaiser“ anlässlich seines 50-jährigen Regierungsjubiläums unter diesem Namen); zugleich Name des österreich-ungarischen Kriegsschiffes aus dem Ersten Weltkrieg, der Viribus Unitis.

## Virtus

Wappen des Duke of Westminster

Virtus contemnit mortem!
„Die Tugend verachtet den Tod!“ – Wahlspruch des Corps Masovia Königsberg zu Potsdam.
Virtus est medium vitiorum et utrimque reductum.
„Tugend ist die Mitte zwischen den Fehlern und von beiden Extremen gleich weit entfernt.“ – Horaz, Epistulae 1,18,9.
Virtus non stemma.
„Leistung, nicht Abstammung.“ – Wahlspruch des Duke of Westminster
Virtus unita fortior
„Vereint ist die Tapferkeit stärker“ – Wahlspruch des Fürstentums Andorra.

## Virtutem
Virtutem incolumem odimus.
„Vollkommene Tugend hassen wir.“ – Horaz Carmina 3,24,31.

## Virtutes
Virtutes paganorum splendida vitia.
„Die Tugenden der Heiden sind glänzende Laster.“ – Zitat aus den Werken des Kirchenlehrers Augustinus

## Virtuti

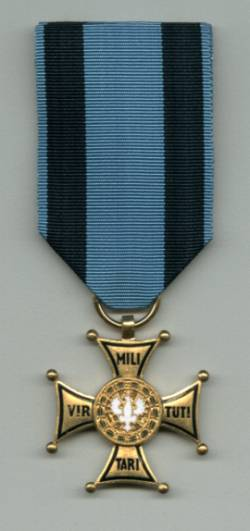
Orden Virtuti Militari

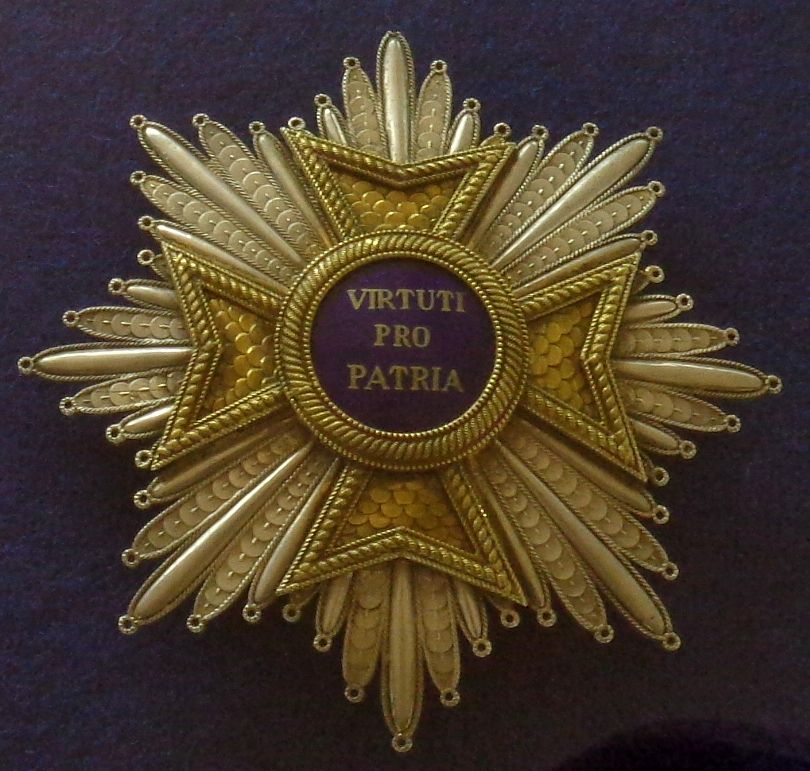
Virtuti pro patria: Militär-Max-Joseph-Orden

Virtuti et fidelitati
„Für Tugend und Treue“ – Hessischer Orden des Goldenen Löwen.
Virtuti et merito
„Für Tugend und Verdienst“ – Vatikanischer Orden des Papstes Pius IX.
Virtuti Militari
„Für Soldatentugend“ – Nach der Schlacht von Zieleńce am 18. Juni 1792 als Verdienstorden für besondere Tapferkeit auf dem Schlachtfeld von König Stanislaus II. August Poniatowski begründet. Ältester Militärorden Europas.
Virtuti omnia parent
„Alles gehorcht der Tüchtigkeit“ – Sallust, De coniuratione Catilinae. Wahlspruch der Akademischen Verbindung Cheruskia zu Tübingen im CV und der Akademischen Verbindung Ravenspurgia zu Ravensburg.
Virtuti pro patria
„Der Tapferkeit für das Vaterland“ – Motto des bayerischen Militär-Max-Joseph-Ordens
Virtuti semper corona
„Dem Verdienste stets (seine) Krone“ – Wahlspruch vieler Corps

## Virtutum
Virtutum omnium pretium in ipsis est.
„Aller Tugenden Lohn liegt in ihnen selbst.“ – Seneca, Epistulae morales 81,19.

## Vis
Vis absoluta
„Absolute Gewalt“ – Bezeichnet dabei die willensbrechende Gewalt, bei der dem Opfer die freie Willensbetätigung oder Willensbildung absolut unmöglich gemacht wird.
Vis compulsiva
„Willensbeugende Gewalt“ – Das Opfer wird nicht direkt durch Gewaltanwendung von einem Verhalten abgehalten, sondern durch ein Verhalten des Täters beeinflusst.
Vis cui resisti non potest
„Gewalt, gegen die man keinen Widerstand leisten kann“
Vis legibus inimica.
„Gewalt ist ein Feind der Gesetze.“ – Römische Rechtsmaxime, sinngemäß wie „Contra vim non valet ius“ („Gegen Gewalt hat das Recht keine Geltung“).
Vis legis
„Kraft des Gesetzes“
Vis maior
„Höhere Gewalt“ – Ein von außen kommendes, außergewöhnliches und unvorhersehbares Ereignis.
Vis vitalis
„Lebenskraft“ – Gesundheits- und Krankheitskonzeption von Christoph Wilhelm Hufeland Ende des 18. und Anfang des 19. Jahrhunderts

## Visio
Visio Dei
„Gottesschau“ – In der Theologie spricht man über „Erleuchtung“ unter den Begriffen „visio Dei“.

## Vita
Vita activa
„Aktives Leben“ – Bezeichnung für ein vom politischen und praktischem Engagement geprägtem Leben.
Vita ante acta
„das vorher gelebte Leben“ – „Vorleben, früheres Leben, früherer Lebenswandel“
im Rechtsgebrauch manchmal irrtümlich übersetzt als „Leben vor den Akten“ oder „Leben vor der Tat“
Vita brevis, ars longa.
„Das Leben ist kurz, die Kunst ist lang.“ – Dieses Zitat stammt ursprünglich in der Form Ὁ μὲν βίος βραχύς, ἡ δὲ τέχνη μακρά von dem griechischen Arzt Hippokrates und wurde vom römischen Dichter Seneca ins Lateinische übersetzt.
Vita comtemplativa
„Beschauliches Leben“ – Bezeichnung für ein Leben, das von kontemplativer Schau geprägt ist (Gegensatz zu „vita activa“).

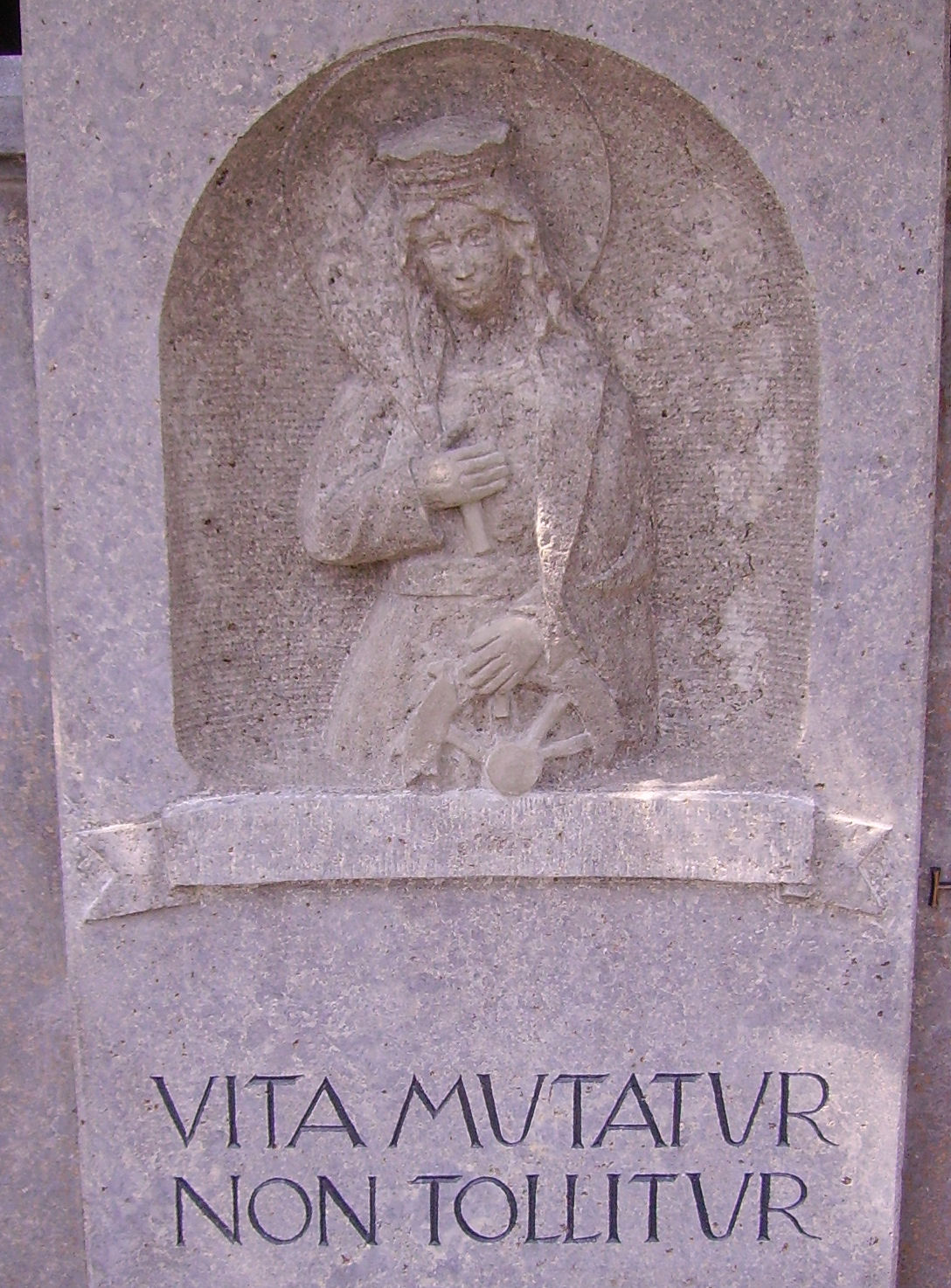
Vita mutatur non tollitur – Grabinschrift in Bamberg

Vita mutatur, non tollitur.
„das Leben wird [im Tod] nur gewandelt, nicht genommen“ – Präfation der Totenmesse
Vita somnium breve.
„Das Leben ist ein kurzer Traum.“ – Der Satz geht zurück auf Pindars 8. „Pythische Ode“. Dort heißt es auf Griechisch „Σκιᾶς ὄναρ ἄνθρωπος.“ („Eines Schattens Traum ist der Mensch“).

## Vitam
Vitam impendere vero.
„Sein Leben der Wahrheit weihen.“ – Aus Satire 4 des Schriftstellers Juvenal.
Vitam regit fortuna, non sapientia.
„Das Schicksal bestimmt das Leben, nicht die Weisheit.“ – Mit diesen Worten übersetzt Cicero einen Satz aus der Schrift Kallisthenes oder über die Trauer von Theophrast.

## Vitia
Vitia, quae ex ipsa re oriuntur
„Mängel, die in der Sache selbst auftreten“

## Vitiis
Vitiis nemo sine nascitur.
„Ohne Fehler wird niemand geboren.“ – Horaz, sermones 1,3,68, wo der Satz vollständig und mit Fortführung lautet:
„Nam vitiis nemo sine nascitur. Optimus ille est, qui minimis urgetur.“
(… Der Beste ist der, auf dem die geringsten lasten.)

## Vitium
Vitium fuit, nunc mos est assentatio.
„Schmeichelei war ein Laster, jetzt ist es eine Sitte.“ – Zitat aus den Werken des Dichters Publilius Syrus

## Vivant
Vivant sequentes.
„Die Nachfolgenden mögen leben!“ – Ein Hoch auf all die, die dem Beispiel folgen! – Leitspruch der Bundesfinanzakademie

## Vivat
Vivat
„Möge es leben!“ – Er lebe [hoch]! Gegenstück zu „Pereat“ („Er gehe unter!“),
Vivat, crescat, floreat!
„Möge es leben, wachsen und erblühen!“ – Leitspruch von Studentenverbindungen
Vivat Slovakia!
„Es lebe die Slowakei!“ – Wahlhit der Volkspartei – Bewegung für eine demokratische Slowakei

## Vivere
Vivere militare est.
„Leben bedeutet Kämpfen.“ – Seneca, Epistulae morales 96,5.
Vivere naturae convenienter oportet.
„Man muss im Einklang mit der Natur leben.“ – Grundsatz der Stoa, hier nach Horaz, Briefe 1,10,12.

## Vivos

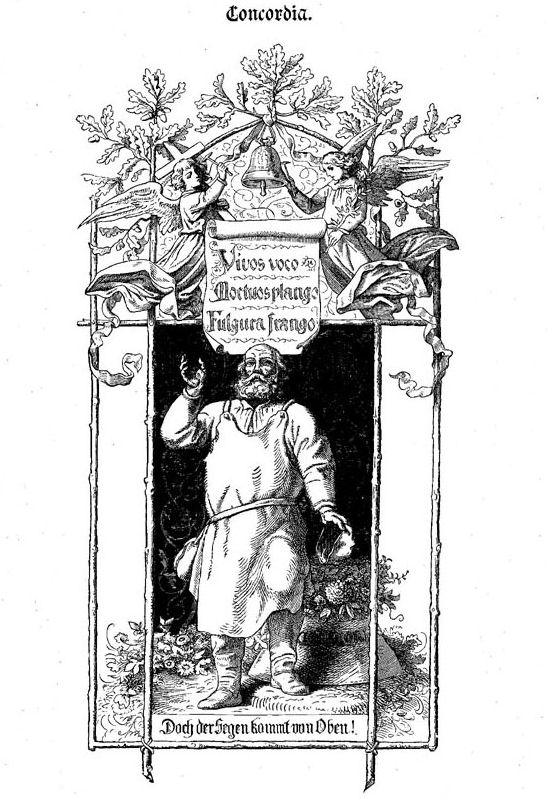
Motto von Schillers Lied von der Glocke: Vivos voco, mortuos plango, fulgura frango.

Vivos voco, mortuos plango, fulgura frango.
„Lebende rufe ich, Tote beklage ich, Blitze breche ich.“ – Inschrift auf Glocken. Soweit bekannt, erstmals nachgewiesen auf der 1482 gegossenen Marienglocke der Kirche St. Lambertus in Hoetmar, auch eine nur wenige Jahre später (1486) gegossene Glocke im Kloster Allerheiligen trägt diese Inschrift. („Die Lebenden rufe ich. Die Toten beklage ich. Die Blitze breche ich.“)
1799 übernahm Friedrich Schiller die Wendung als Motto für Das Lied von der Glocke. Gemeint ist die normale Funktion der Kirchenglocke, nämlich zu Gottesdiensten zu rufen, sowie die Verwendung als Sterbeglocke und als Sturmglocke.

## Vocatus
Vocatus atque non vocatus deus aderit.
„Gerufen oder nicht gerufen, Gott wird da sein.“ – In der lateinischen Fassung auf die Adagia des Erasmus von Rotterdam zurückgehendes Sprichwort.

## Volens
Volens nolens
„Wollend (oder) nicht wollend“ – Wohl oder übel.
In dieser Form ist die Wendung aus der Antike nicht bekannt. Dort findet man stattdessen den Satz (z. B. bei Cicero, De natura deorum 1,17): „velim nolim“ („Ich mag wollen oder nicht“). Aus solchen Formulierungen entstand das später gebräuchliche „volens nolens“ oder das häufigere „Nolens volens.“

## Volentem
Volentem ducunt fata, nolentem trahunt.
„Den Willigen führt das Schicksal, den Unwilligen zerrt es mit sich.“ – Ein zerstörter Vers (jambischer Trimeter), der auf Seneca (Epistulae morales 107,11) zurückgeht, wo er, korrekt im Versmaß, lautet: „Ducunt volentem fata, nolentem trahunt“.
Der Vers stammt entweder von Seneca selbst, der ja auch Tragödien verfasst hat, oder ist die lateinische Übersetzung aus einem Werk des Kleanthes (frg. phys. 527 Arnim).

## Volenti
Volenti non fit iniuria
„Dem Einwilligenden geschieht kein Unrecht.“ – Grundsatz, der besagt, dass die Einwilligung des Verletzten die Rechtswidrigkeit des verletzenden Verhaltens beseitigt.

## Volo
Volo, non valeo.
„Ich will, kann aber nicht.“

## Votum
Votum separatum
„Eine unabhängige Stimme“ – Eine unabhängige, in der Minderheit befindliche Stimme.
Votum solvit libens merito
„Er/sie löste das Gelübde gerne dankbar ein“. Oft auf Weihinschriften zu finden, meist abgekürzt als V S L M.

## Vox
Vox et praeterea nihil.
„Eine Stimme und weiter nichts“ – Leeres Gerede.
Vox humana
„Menschliche Stimme“ – Auch Name eines Orgelregisters.
Vox populi vox Dei
„Die Stimme des Volkes ist die Stimme Gottes.“ – Der Satz wird manchmal zur Rechtfertigung der Demokratie zitiert, oft aber auch als ironischer Kommentar auf den Ausgang von Wahlen.
„Vox populi vox Rindvieh“ – fälschlicherweise Franz Josef Strauß zugeschriebene Abänderung dieses Zitats.
Vox clamantis in deserto
„Die Stimme des Rufers in der Wüste“ – „Unbeachtet“, „vergebens“. Aus Jesaja 40, zitiert von Johannes dem Täufer im Evangelium nach Markus (1.3). Im griechischen Originaltext heißt es φωνὴ βοῶντος ἐν τῇ ἐρήμῳ.
Vox sanguinis fratris tui clamat ad me de terra.
„Die Stimme des Blutes deines Bruders schreit zu mir von der Erde.“ – Vorwurf Gottes an Kain nach der Ermordung seines Bruders Abel (1. Buch Mose 4,10).

## Vulgi
Vulgi opinio mutari vix potest.
„Die Meinung des Volkes lässt sich kaum verändern.“ – Cicero, Topica 73.

## Vulgo
Vulgo audio dici, diem adimere aegritudinem hominibus.
„Allgemein höre ich sagen, die Zeit nehme die Betrübnis den Menschen.“ – Terenz, Heauton timoroumenos 412 f.
Entspricht inhaltlich dem deutschen Sprichwort „Zeit heilt alle Wunden“.

## Vulnus
Vulnus quod feci, non dolet.
„Die Wunde, die ich (mir) zugefügt habe, schmerzt nicht.“ – Aus der Beschreibung des Gatten-Selbstmordes von Arria der Älteren und Paetus durch den Dichter Martial (1,13,3f.). Diese Worte sagte Arria, nachdem sie sich selbst in den Hals gestochen hat und den Dolch an ihren Mann weitergegeben hat: „Sed quod tu facies, hoc mihi, Paete, dolet.“ („Aber die du (dir) machen wirst, die schmerzt mich, Paetus.“) Siehe auch: Paete, non dolet.